# تكميم (فيزياء)
في الفيزياء، مبدأ التكميم في الفيزياء هو مبدأ عام فكل كمية فيزيائية مكممة وثابت التكميم يختلف لنفس الكمية باختلاف الأبعاد الفيزيائية، هو عملية الانتقال من الفهم الكلاسيكي للظواهر الفيزيائية إلى فهم جديد يُعرف بميكانيكا الكم، وهو منهج لتأسيس نظرية الحقل الكمومي بدءًا من نظرية المجال الكلاسيكية، وتعميم لمنهج بناء فيزياء الكم من الفيزياء الكلاسيكية. يرتبط أيضًا بتكميم المجال، مثل تكميم المجال الكهرومغناطيسي، يُرمز للفوتونات كحقل «كم» (على سبيل المثال كحقل ضوء). يعتبر هذا النهج أساسيًا لنظريات فيزياء الجسيمات والفيزياء النووية وفيزياء المواد المكثفة وبصريات الكم.

## أساليب التكميم
يحول التكميم الحقول الكلاسيكية إلى معاملات تؤثرعلى الحالات الكمومية في نظرية المجال. تُسمى الحالة الأقل طاقةً حالة الفراغ.
السبب وراء تكميم نظرية ما هو استنباط خصائص المواد أو الأجسام أو الجسيمات من خلال حساب سعة الاحتمال، والتي قد تكون معقدة للغاية. تتعامل تلك الحسابات مع عوامل متناهية الدقة تُسمى الاستبدال غير المتناهي، والتي يمكن أن تؤدي إلى نتائج غير منطقية إن أُهملت، مثل ظهور اللانهايات في العديد من القيم. يتطلب التعيين الكامل لمنهج التكميم وسائل لتنفيذ الاستبدال غير المتناهي.
كان التكميم المعياري أول طرائق تكميم نظريات المجال. يعتبر التكميم المعياري طريقة سهلة جدًا للتطبيق على النظريات السهلة نسبيًا، ولكن توجد العديد من الحالات التي تكون فيها الوسائل الأخرى للتكميم أكثر فاعلية في عملية حساب القيم الكمومية. ترك التكميم المعياري بصمة مهمة في اللغة والتفسير الخاص بنظرية الحقل الكمومي.

### التكميم المعياري
يماثل التكميم المعياري لنظرية المجال تفسير فيزياء الكم عن الفيزياء الكلاسيكية. يعامَل الحقل الكلاسيكي كمتغير متحرك يسمى الإحداثي المعياري، وناتج اشتقاقه بالنسبة للزمن هو الزخم المعياري. ويقدم علاقة مبادلة رياضية تشبه علاقة المبادلة الرياضية بين موضع الجسيم والزخم في ميكانيكا الكم. تقنيًا، يُحوَل المجال إلى معامل، ضمن مجموعات من معاملات التكوين والاندثار. يؤثر معامل المجال في حالات الكم من النظرية. تسمى الحالة الأقل طاقةً حالة الفراغ. يطلق أيضًا على المنهج التكميم الثاني.
يمكن تطبيق ذلك المنهج على تكميم أي نظرية من نظريات المجال: سواء كانت من الفرميونات أو البوزونات، وبأي تماثل داخلي، لكنها تقودنا إلى صورة بسيطة من حالة الفراغ لا تستجيب بسهولة للاستخدام في بعض نظريات الحقل الكمومي، مثل الديناميكا اللونية الكمية والتي تُعرف بأن لها فراغًا معقدًا يُميَز بالعديد من المواد المكثفة.

### مخططات التكميم
حتى أثناء إنشاء التكميم المعياري، توجد صعوبة ترتبط بتكميم الملاحظات المطلقة في فضاء الحالة الكلاسيكية. هذا هو التباس الترتيب: كلاسيكيًا، يُتبادل متغيرات الموضع والزخم x و p رياضيًا، ولكن لا يحدث ذلك لمتمماتهما في ميكانيكا الكم. تقترح العديد من مخططات التكميم حلولًا لهذا الالتباس، والأشهر بينها مخطط تكميم وييل. تقر مبرهنة جروينولد-فان هوف بعدم وجود مخطط تكميم مثالي. خاصةً إذا أخذت تكميمات x و p باعتبارها معاملات الموضع والزخم الاعتيادية، حينها لا يمكن لأي مخطط تكميم وصف علاقات قوس بواسون بشكل مثالي من خلال الملاحظات الكلاسيكية.

### التكميم المعياري مشترك التغاير
توجد طريقة لتنفيذ التكميم المعياري دون اللجوء إلى الطريقة غير مشتركة التغاير لتوريق الزمكان واختيار هاملتوني. تستند تلك الطريقة على الفعل الكلاسيكي، ولكنها تختلف عن الطريقة التكاملية الوظيفية.
لا تنطبق تلك الطريقة على جميع الإجراءات الممكنة (على سبيل المثال، الإجراءات ذات البنية غير السببية أو الإجراءات ذات مقياس التدفقات). تبدأ بالجبر الكلاسيكي لجميع الداليات البسيطة خلال مساحة التكوين. ذلك الجبر ينتج من المثال الناتج من معادلات أويلر-لاجرانج. ثم يُحول ذلك الجبر الناتج إلى جبر بواسون عن طريق تقديم ناتج اشتقاق قوس بواسون من العملية المسماة بقوس بيرلس. فيصبح جبر بواسون
{\displaystyle \hbar } بنفس الطريقة كما يحدث في التكميم المعياري.
توجد أيضًا طريقة لتكميم التأثيرات ذات مقياس التدفقات. تستخدم شكلية باتالين-فيلكوفيسكي، وهي امتداد من شكلية بي آر إس تي.

### التكميم الهندسي
في الفيزياء الرياضية، التكميم الهندسي هو وسيلة رياضية لتعريف نظرية الكم بالنسبة إلى نظرية كلاسيكية مُعطاة. فهي تحاول تطبيق التكميم الذي لا توجد له طريقة محددة، بطريقة تبقى فيها التشابهات بين النظرية الكلاسيكية والنظرية الكمومية ظاهرة. على سبيل المثال، لا بد من تضمين التماثل بين معادلة هايزنبرغ في تصور هايزنبرغ لميكانيكا الكم ومعادلة هاميلتون في الفيزياء الكلاسيكية.
كان تكميم ويل من المحاولات الأولى في التكميم الطبيعي، وقدمه هيرمان ويل في 1927. هنا حدثت محاولة للربط بين الملحوظة الميكانيكية الكمومية (مؤثر ذاتي الترافق في فضاء هيلبيرت) وبين دالة حقيقية القيمة في فضاء الحالة الكلاسيكي. يعين الموضع والزخم لفضاء الحالة ذلك عن طريق المولدات في مجموعة هايزنبرغ، ويظهر فضاء هيلبرت كمجموعة من التصورات لمجموعة هايزنبرغ. في 1946، أخذ هيلبرانت جوناس جروينولد حاصل ضرب زوج من الملاحظات وتساءل عن الدالة المرتبطة التي قد توجد في فضاء الحالة الكلاسيكية. قاده ذلك إلى اكتشاف حاصل الضرب النجمي في فضاء الحالة لزوج من الدوال. بشكل أشمل، تؤدي تلك الطريقة إلى تحرف الكمومية، إذ يُؤخذ حاصل الضرب النجمي على أنه الانحراف الجبري للدوال على المجمع التماسكي أو مجمع بواسون. ولكن كمخطط تكميمي طبيعي، لا تعتبر خريطة ويل مقبولة. على سبيل المثال، لا تُعد خريطة ويل للزخم الزاوي المربع مطابقة لمعامل الزخم الزاوي المربع الكمومي، ولكنها تحتوي على ثابت 3ħ2/2. (ذلك الرمز الإضافي مؤثر فيزيائيًا بشكل ملحوظ، فهو مسؤول عن الزخم الزاوي غير المتلاشي في الحالة الأرضية لمدار بور في ذرة الهيدروجين. كتمثيل بحت للتغير، تقع خريطة ويل تحت التركيب البديل لفضاء الحالة في ميكانيكا الكم التقليدية.
في طريقة أكثر هندسية، يمكن فيها أن يكون فضاء الحالة الكلاسيكي مجمعًا تماسكيًا، طورها بيترام كوستانت وجيان ماري سورياو في السبعينات. تتم تلك الطريقة على مرحلتين، أولًا، بمجرد أن يكون فضاء هيلبيرت شبه الكمومي يتكون من دوال قابلة للتكامل تربيعيًا (أو قطاعات من حزمة خطوط) عبر فضاء الحالة، يمكن إنشاء معاملات تحقق علاقات الاتصالات المتعلقة بعلاقات قوس بواسون الكلاسيكية. من ناحية أخرى، يعتبر فضاء هيلبيرت شبه الكمومي كبيرًا جدًا لكي يكون ذا معنى فيزيائي.
تشكل الدوال (أو القطاعات) قيودًا اعتمادًا على نصف المتغيرات في فضاء الحالة، منتجةً فضاء هيلبرت الكمومي.